# 第二次世界大战西南太平洋战区

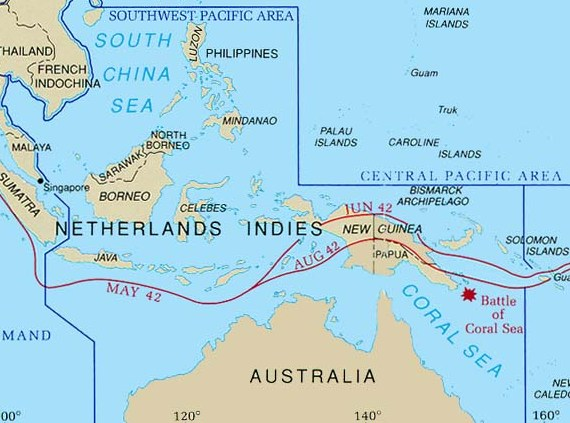
美国参谋长联席会议定义的西南太平洋地区

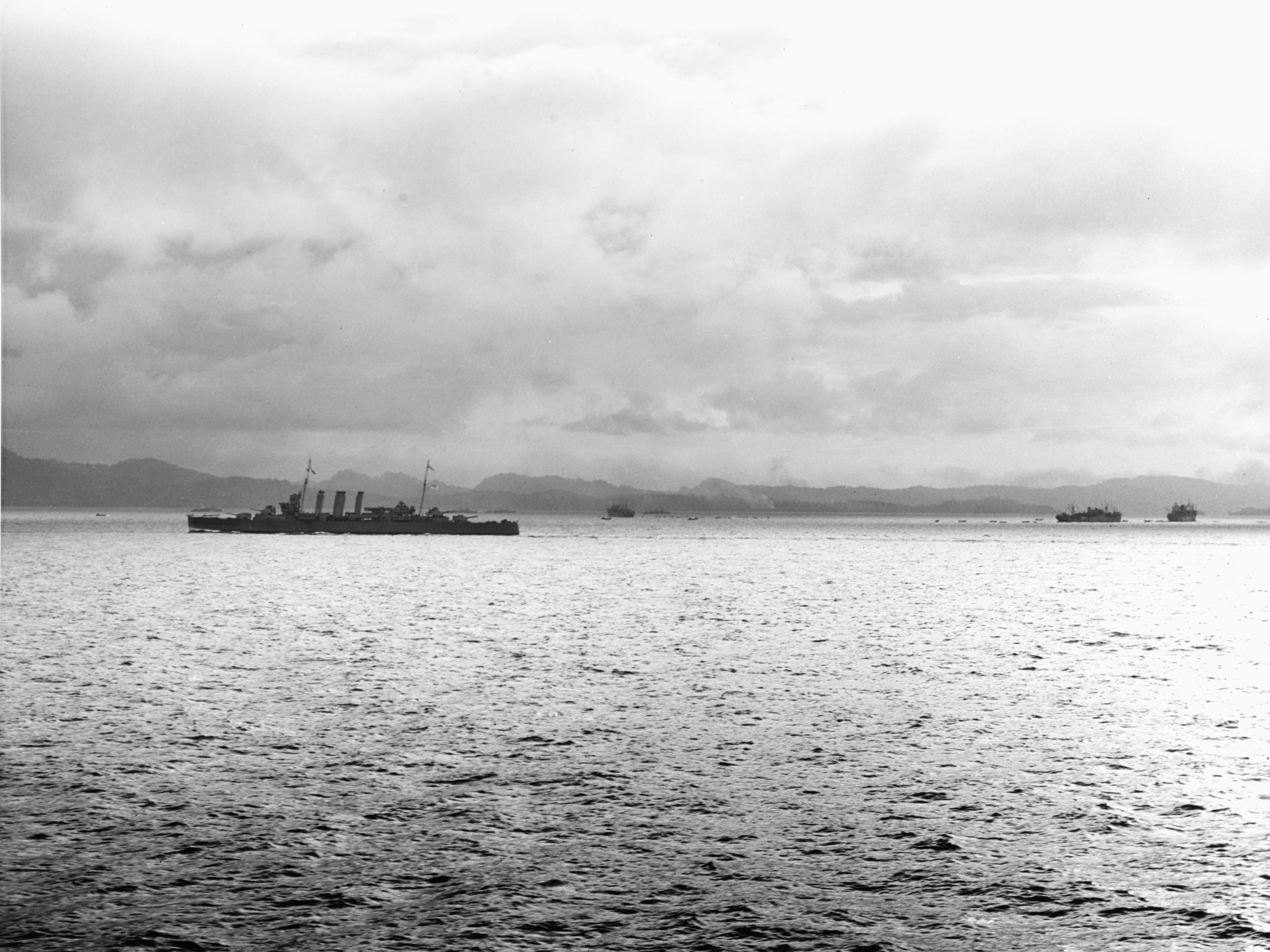
澳大利亚巡洋舰堪培拉号（中左）保护三艘正在卸载军队和给养的盟军运输船（后中右）

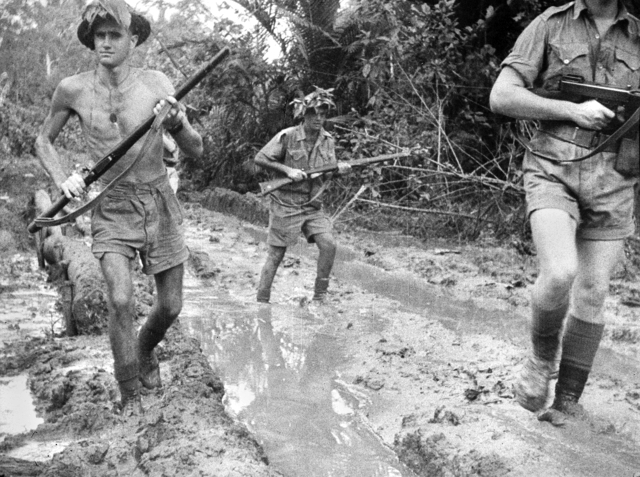
在新几内亚米尔恩湾的澳大利亚军队

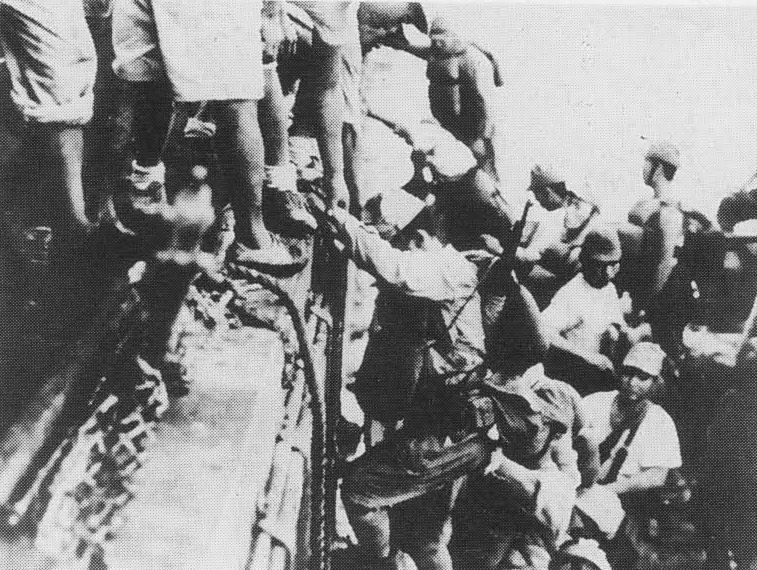
正在登上东京快车的日军

西南太平洋战区（South West Pacific theatre）是第二次世界大战太平洋战争的主要战场，包括菲律宾、荷属东印度群岛（除了苏门答腊岛）、婆罗洲、澳大利亚、新几内亚领地（包括俾斯麦群岛）以及所罗门群岛西部。这一地区概念由盟军西南太平洋地区司令部定义。
在西南太平洋战区，日军主要与来自美国、澳大利亚、新西兰、荷兰、菲律宾和英国的军队进行战斗。

## 盟军司令部
美国道格拉斯·麦克阿瑟将军负责指挥在菲律宾的美军。菲律宾即西南太平洋战区的前身，而后者随后又成为一个由西南太平洋、东南亚大陆（包括印度支那和马来亚）和澳大利亚北部组成的战区的一部分，由美国-英国-荷兰-澳大利亚司令部指挥。但司令部很快就被解散，西南太平洋战区最高统帅由西南太平洋地区最高盟军司令麦克阿瑟担任。而太平洋地区的其他主要战场，盟军由美国切斯特·尼米兹将军指挥。麦克阿瑟和尼米兹都接受美国参谋长联席会议和西方盟军联合参谋部领导。

## 日军司令部
西南太平洋战区的大部分日军是南方军的一部分，后者于1941年11月6日组建，由寺内寿一指挥。南方军负责陆军在东南亚和南太平洋地区的地面和空中部队。海军联合舰队则负责指挥所有的日本舰艇、海军航空队和海军陆战队。由于日军在行动层面没有正式的联合参谋部，因此南方军和联合舰队在行动中的指挥结构和战斗区域是有重叠的。

## 主要战役
- 菲律宾战役（1941年-1942年）
  - 巴丹战役
  - 科雷希多战役
- 荷属东印度群岛战役（1941年-1942年）
  - 巴塘海峡战役（1942年2月19日-20日[2]）
  - 爪哇海战役（1942年2月27日[3]）
  - 巽他海峡战役（1942年2月28日-3月1日[4]）
  - 第二次爪哇海战役（1942年3月1日[5]）
- 所罗门群岛战役（1943年-1945年）
  - 库拉湾战役（1943年7月6日[6]）
  - 科隆邦阿拉战役（1943年7月13日[6]）
  - 韦拉湾战役（1943年8月6日-7日[6]）
  - 韦拉拉韦拉海战（1943年10月6日-7日[6]）
  - 奥古斯塔皇后湾战役（1943年11月2日[6]）
  - 圣乔治角战役（1943年11月25日[6]）
- 新几内亚战役（1942年-1945年）
  - 珊瑚海战役（1942年5月4日-8日[3]）
  - 科科达小径战役（1942年）
  - 布纳-戈纳战役（1942年）
  - 俾斯麦海战役（1943年3月2日[3]）
  - 拿骚湾登陆（1943年）
  - 萨拉马瓦-莱城战役（1943年）
  - 休恩半岛战役（1943年）
  - 新不列颠战役（1943年12月26日[7]）
  - 阿德默勒尔蒂群岛战役（1944年2月29日[7]）
  - 艾塔佩-韦瓦克战役（1944年4月22日[7]）
  - 比亚克战役（1944年5月27日[8]）
  - 莫罗泰战役（1944年9月15日[8]）
- 帝汶战役（1942年-1943年）
- 菲律宾战役（1944年-1945年）
  - 莱特湾战役（1944年10月20日[8]）
- 婆罗洲战役（1945年）